# Hieracium maccoshiana
Hieracium maccoshiana ist eine Pflanzenart aus der Gattung der Habichtskräuter (Hieracium) innerhalb der Familie der Korbblütler (Asteraceae). Sie wurde im Jahr 2011 erstbeschrieben. Dieser Endemit kommt nur im nördlichen Schottland vor.

## Beschreibung

### Vegetative Merkmale
Hieracium maccoshiana ist eine krautige Pflanze, die Wuchshöhen von bis zu 50 Zentimetern erreicht. Die schmalen und robusten Stängel sind blassgrün und im unteren Teil violett getönt. Sie sind vor allem im oberen Teil spärlich mit sternförmigen Trichomen behaart. Im unteren Bereich sind die Stängel kahl oder dicht mit einfachen, drüsigen Trichomen besetzt.
Die wenigen, grundständigen Laubblätter verwittern vor der Blütezeit oder sind selten auch haltbar, können aber auch ganz fehlen. Ihr mit zahlreichen, einfachen Trichomen behaarter Blattstiel ist an der Basis verbreitert und geflügelt. Die Blattspreite ist elliptisch bis annähernd rundlich geformt mit einer spitz zulaufenden Spreitenbasis und einem stumpfen bis stachelspitzigem oberen Ende. Die Blattränder sind fein bis grob gezähnt. Die Blattoberseite ist kahl oder genauso wie die Blattunterseite mit wenigen einfachen, drüsigen Trichomen behaart. Die vom Stängelblätter sind 2 bis 10 Zentimeter lang und 0,8 bis 3,5 Zentimeter breit, wobei ihre Größe bis zum oberen Bereich des Stängels abnimmt. Die Blattoberseite ist blassgrün und die Blattunterseite ist blasser als die Oberseite. Die untersten der Stängelblätter sind in einen geflügelten, fast stängelumfassenden Blattstiel und eine elliptische Blattspreite mit einer spitz zulaufender Spreitenbasis und einem stumpfen bis spitzen oberen Ende gegliedert. Ihre Blattränder sind gezackt oder scharf und unregelmäßig gezähnt. Die Blätter im mittleren Stängelbereich sind ungestielt und haben eine elliptische Blattspreite mit einer gerundeten, annähernd stängelumfassenden Spreitenbasis und einer stumpfen bis spitzen Spitze. Ihre Blattränder sind gezackt oder scharf und unregelmäßig mit großen oder kleinen Zähnen gezähnt. Die Blätter im oberen Stängelbereich sind ungestielt und haben eine lanzettliche Blattspreite mit einer keilförmigen, annähernd stängelumfassenden Spreitenbasis und ein spitzes bis zugespitztes oberes Ende. Ihre Blattränder sind gezackt oder schwach gezähnt. Alle Stängelblätter sind auf beiden Seiten wenig bis spärlich mit sternförmigen Haaren besetzt.

### Generative Merkmale
Die Blütezeit erstreckt sich vom späten Juli bis in den August hinein. Hieracium maccoshiana vermehrt sich vermutlich apomiktisch, wobei einige Pflanzen etwas Pollen produzieren.
Die Gesamtblütenstände enthalten zwei bis zwölf körbchenförmige Teilblütenstände. Der halbaufrechte, schmale Blütenstandsschaft ist 1 bis 5 Zentimeter lang und spärlich bis dicht mit sternförmigen, dunklen Trichomen besetzt. Die Blütenkörbchen haben eine gestutzte Basis und weisen Durchmesser von 2 bis 4,5 Zentimetern auf. Das schwärzlich grüne Involucrum enthält mehrere schwärzlich grün gefärbte Hüllblätter, die bei einer Länge von 9 bis 11 Millimetern und einer Breite von 1,7 bis 2,5 Millimetern linealisch-lanzettlich mit stumpfem oberen Ende sind. Sie sind spärlich mit häufig büschigen, dunklen Haaren besetzt. Die Gruben am Korbboden haben länglich gezähnte Ränder. Die an der Spitze kahlen Zungenblüten sind gelb. Der Griffel ist beim Herbarbeleg verfärbt.
Die schwärzlich-braunen Achänen sind 4 bis 4,5 Millimetern lang.
Die Chromosomenzahl beträgt 2n = 36.

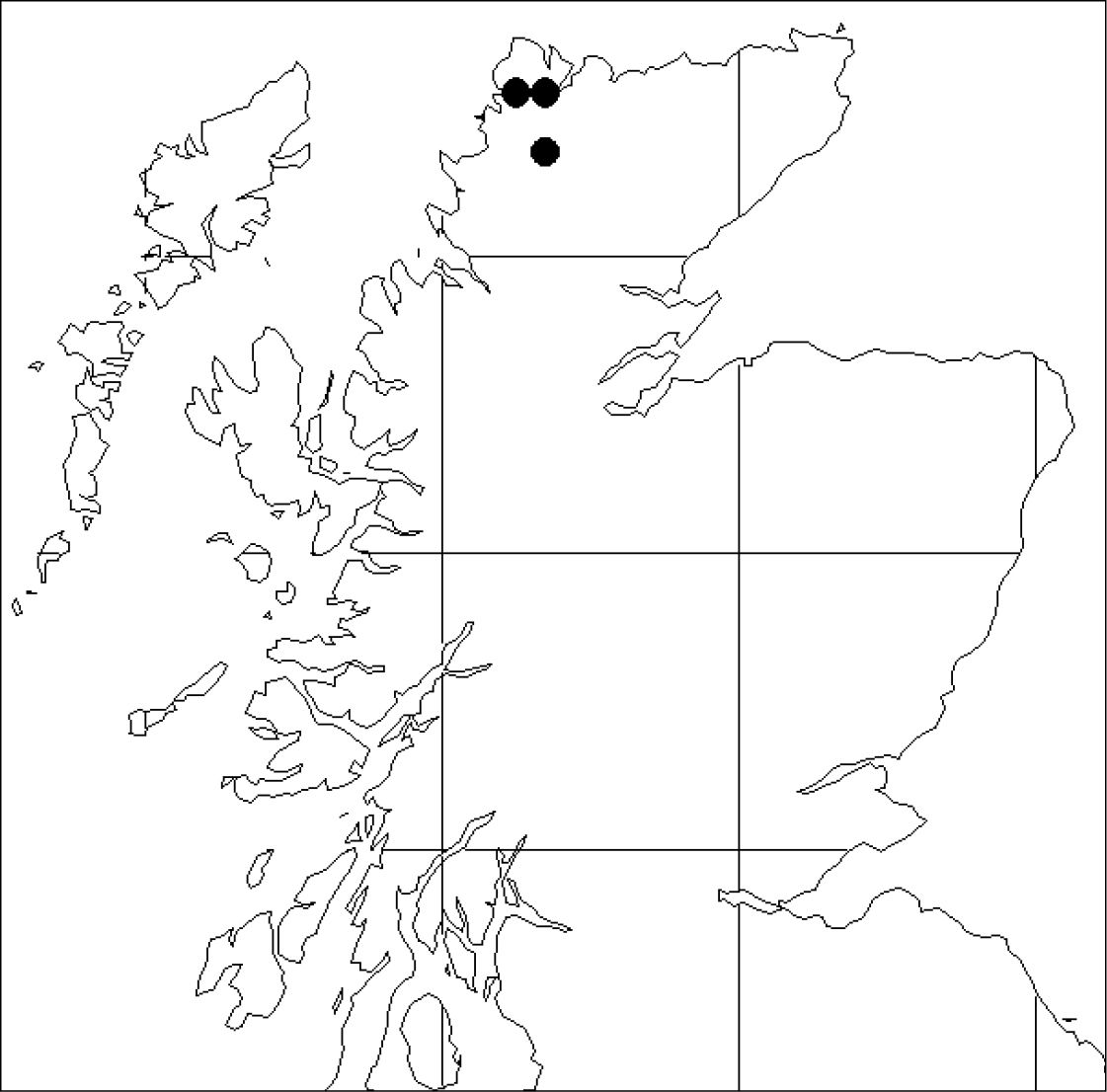
Fundorte von Hieracium maccoshiana

## Vorkommen
Hieracium maccoshiana wurde bisher nur an vier, in der schottischen Grafschaft Sutherland gelegenen Standorten gefunden. Diese sind eine Schlucht sowie eine Brandfläche in der Nähe des Rhiconichs, zwei weitere Brandflächen auf dem Coire Dùail und dem Foinaven sowie ein auf Felsen liegender Standort beim Creag na h-Uidhe. Das Vorkommen auf dem Ben Loyal gilt als fraglich und bedarf einer genaueren Untersuchung.
Hieracium maccoshiana gedeiht in Höhenlagen von 130 bis 414 Metern. Sie wächst auf Felsen in Schluchtwänden sowie auf felsigem Untergrund am Schluchtboden und entlang von Flüssen außerhalb der Reichweite von größeren Pflanzenfressern wie Hirsch und Schaf.

## Systematik
Die Erstbeschreibung als Hieracium maccoshiana erfolgte 2011 durch Timothy Charles Guy Rich in PhytoKeys, Nummer 3, Seite 1. Das Artepitheton maccoshiana ehrt David J. McCosh, der über 30 Jahre lang die Hieracium-Arten der Britischen Inseln kartierte.
Laut Erstbeschreibung ist Hieracium maccoshiana innerhalb der Gattung Hieracium der Sektion Alpestria zuzuordnen.